# Ermita del Calvari (Ripoll)
L'Ermita del Calvari és una obra de Ripoll protegida com a Bé Cultural d'Interès Local.

## Descripció
La capella del calvari feia 2,50 m d'amplada, 5 m de llargada (sense comptar l'absis ficat en la paret exterior dintre del corral construït al costat) i una alçada de 3,20m. A l'altar hi havia una imatge d'un Sant Crist, que es podia besar pujant per una petita escala construïda pels dos costats, i una petita imatge de la Verge dels Dolors. Per la banda que dona a la font d'en Jordana la capella s'aixeca sobre un mur d'una alçada considerable. A més de la porta principal hi havia una porta lateral i la façana estava coronada per un petit campanar. La capella era l'indret en què finalitzava la processó del Dijous Sant, que s'iniciava al raval de Barcelona.